# (21157) 1993 RC5
(21157) 1993 RC5 est un astéroïde de la ceinture principale d'astéroïdes découvert en 1993.

## Description
(21157) 1993 RC5 a été découvert le 15 septembre 1993 à l'observatoire de La Silla, au Chili, par Eric Walter Elst.

### Caractéristiques orbitales
L'orbite de cet astéroïde est caractérisée par un demi-grand axe de 3,19 UA, un périhélie de 2,87 UA, une excentricité de 0,10 et une inclinaison de 2,90° par rapport à l'écliptique. Du fait de ces caractéristiques, à savoir un demi-grand axe compris entre 2 et 3,2 UA et un périhélie supérieur à 1,666 UA, il est classé, selon la JPL Small-Body Database, comme objet de la ceinture principale d'astéroïdes.

### Caractéristiques physiques
(21157) 1993 RC5 a une magnitude absolue (H) de 13,8 et un albédo estimé à 0,290.